# Biatora subgilva
Biatora subgilva  (Arnold) Hinteregger, es una especie de liquen crustáceo o rimoso de la familia Ramalinaceae que vive principalmente en la superficie de la corteza de árboles (corticícola). Esta especie presenta un color gris amarillo terroso en su superficie, marrón a amarillo terroso en el epitecio y blanco a terroso en el hipotecio. Por lo general Biatora subgilva  no presenta soredios en su superficie; la reproducción tiene lugar solo por parte del micobionte mediante ascosporas oblongas o cilíndricas uniseptadas de entre 9 y 26 micras de diámetro generadas en conidios. En esta especie aparecen como metabolitos secundarios de la simbiosis las consideradas como sustancias liquénicas ácido isoúsnico y ácido úsnico.

## Sinonimia
- Biatora vernalis var. subgilva Arnold Basónimo